# Papuakungsfiskare
Papuakungsfiskare (Ceyx solitarius) är en fågel i familjen kungsfiskare inom ordningen praktfåglar.

## Utseende och läte
Papuakungsfiskaren är en mycket liten kungsfiskare. Den är djupt koboltblå på huvud och vingar med en iögonfallande ljusare blå fläck på ryggen och ljusorange på buken. Vidare syns vitt på strupe och i en öronfläck samt en ljusbeige fläck bakom näbben. Arten liknar azurkungsfiskaren, men är mindre, saknar blått på bröstsidorna och är inte bunden till vatten. Det ljusa lätet återges som "cheep!".

## Utbredning och systematik
Fågeln förekommer på Nya Guinea, Aruöarna, de västpapuanska öarna samt i D'Entrecasteaux-öarna. Den behandlas som monotypisk, det vill säga att den inte delas in i några underarter.

### Artstatus
Tidigare betraktades den som en underart till Ceyx lepidus och vissa gör det fortfarande. Den liksom ett stort antal andra arter i området urskiljs dock numera som egna arter efter genetiska studier.

## Status och hot
Arten har ett stort utbredningsområde, men tros minska i antal, dock inte tillräckligt kraftigt för att den ska betraktas som hotad. Internationella naturvårdsunionen IUCN listar arten som livskraftig (LC).